# Evgenija Red'ko
Evgenija Red'ko (in russo Евгения Редько?; Urali, 1991) è una cantante lituana.

## Biografia
Originaria degli Urali, è salita alla ribalta nel 2019 con la partecipazione al brano Viso labo šiandien di Lilas ir Innomine, che ha fatto il proprio ingresso al numero 25 nella Singlų Top 100. Nello stesso anno ha preso parte a Pabandom iš naujo!, il processo di selezione eurovisiva della Lituania, presentando Far, dove tuttavia si è ritirata dalla selezione per motivi di salute.
Nel novembre seguente è stato reso disponibile il primo album in studio Deivės, che è entrato nella Albumų Top 100 all'11ª posizione e che è rimasto in top 40 per 49 settimane. La popolarità riscontrata dal disco ha permesso alla cantante di vincere una candidatura su due ai Muzikos asociacijos metų apdovanojimai, i principali premi musicali lituani.
Nel 2021 ha ottenuto la sua prima top 20 nella hit parade dei singoli nazionale grazie a Laikinai, che ha esordito al 19º posto. Si tratta del singolo apripista del secondo album dell'artista SOS, che ha debuttato in vetta alla graduatoria dei dischi nazionale, che le ha permesso di conseguire un secondo premio ai M.A.M.A e che è stato certificato oro dalla AGATA per le 2 500 unità equivalenti.
Melodramos (2023), un duetto con Rokas Yan contenuto nell'LP omonimo dell'artista, è stato certificato oro per gli oltre 2,5 milioni di stream accumulati.

## Discografia

### Album in studio
- 2019 – Deivės
- 2021 – SOS

### EP
- 2024 – Odė Kalėdoms

### Singoli
- 2019 – Žinom tik mes
- 2019 – Pakilęs
- 2019 – Karšta
- 2019 – Ką man nori pasakyt
- 2020 – Far
- 2020 – Muzika kuri saugo
- 2020 – Mantra
- 2021 – Laikinai
- 2021 – Vandenyne
- 2021 – Ne (con GJan)
- 2022 – Niekada maždaug
- 2022 – Deja Vu
- 2022 – Pakylėtas gruodis
- 2022 – Odė Kalėdoms
- 2023 – Patogu
- 2023 – Apokalipsinis romanas (con i Gintariniai Laikai)
- 2023 – Melodramos (con Rokas Yan)
- 2023 – Nuo tavęs priklausau (feat. Vaidas Baumila)
- 2023 – Lopšinė
- 2024 – Planeta
- 2024 – Įkliuvau
- 2025 – Nebeatpažįstama